# Timelezz
Timelezz es el segundo álbum de estudio del cantante puertorriqueño Jhay Cortez. Fue publicado el 3 de septiembre de 2021 a través de N&E Entertainment, House of Haze y Universal Music Latin Entertainment. Incluye 17 canciones con las colaboraciones de Anuel AA, Arcángel, Myke Towers, Skrillex, Kendo Kaponi y el dúo Buscabulla.
Algunas de las colaboraciones, como Skrillex y Buscabulla, contienen fusiones con el EDM y synth pop, inspirado por el resultado comercial de su colaboración «Dákiti» con Bad Bunny.

## Recepción

### Comercial
El álbum obtuvo ventas de 11 000 en su primera semana en Estados Unidos, logrando la segunda posición en la lista Top Latin Albums y la posición 70 en los Billboard 200. Fue posteriormente certificado como «Platino», recibiendo una certificación de Universal Music Group al finalizar su tercer concierto en el Coliseo de Puerto Rico José Miguel Agrelot de Puerto Rico.
Los sencillos del álbum «En Mi Cuarto», «Los Bo» y «Kobe en LA» también fueron certificados como Platino y Oro por la Recording Industry Association of America.

## Promoción
En 2022, el artista estuvo promocionando el álbum con su gira «Timelezz World Tour» por Europa y Estados Unidos, antes de sumar una etapa en Latinoamérica, visitando Chile, México, Colombia, Perú, entre otros países.
Durante la promoción del sencillo «Sensual Bebé», anunció el cambio de su nombre artístico a Jhayco. En una aparición suya en los Premios Latin American Music de 2022, pudo expresar sus razones detrás del cambio, comentando: “es algo que siempre quise hacer”.

## Lista de canciones
| N.º   | Título                             | Productor(es)             | Duración |  |
| 1.    | «Dilema»                           | Tainy                     | 2:01     |  |
| 2.    | «Tokyo»                            | Jhayco · Tainy            | 3:22     |  |
| 3.    | «Esta dejá»                        | Tainy                     | 4:01     |  |
| 4.    | «Ley seca» (con Anuel AA)          | Tainy                     | 4:23     |  |
| 5.    | «Los rompediskoteca»               | DJ Maff · Mvsis           | 3:02     |  |
| 6.    | «En mi cuarto» (con Skrillex)      | Jhayco · Skrillex · Tainy | 3:16     |  |
| 7.    | «Mi vicio»                         | Yo Harry                  | 3:40     |  |
| 8.    | «Dale como es»                     | Taiko                     | 3:07     |  |
| 9.    | «Nos matamos»                      | Smash David · Tainy       | 4:30     |  |
| 10.   | «Ropa interior» (con Kendo Kaponi) | Haze                      | 4:10     |  |
| 11.   | «Los bandoleros» (con Arcángel)    | Tainy · Yama              | 4:33     |  |
| 12.   | «Me extraña»                       | Tainy · Yama              | 3:54     |  |
| 13.   | «Dile (Homenaje)»                  | Haze · Smash David        | 3:16     |  |
| 14.   | «Christian Dior»                   | Tainy                     | 2:26     |  |
| 15.   | «Los Bo» (con Myke Towers)         | Ambezza · Smash David     | 3:58     |  |
| 16.   | «Kobe en LA 2.0»                   | BassCharity · MDLC        | 6:31     |  |
| 17.   | «Eternamente» (con Buscabulla)     | Buscabulla · Tainy        | 3:30     |  |
| 58:28 |                                    |                           |          |  |

## Posicionamiento en listas
| Listas (2021)                        | Mejor posición |
| ------------------------------------ | -------------- |
| España (Top 100 Álbumes)             | 4              |
| Estados Unidos (Billboard 200)       | 70             |
| Estados Unidos (Latin Rhythm Albums) | 2              |
| Estados Unidos (Top Latin Albums)    | 2              |

| Lista (2021)                      | Posición |
| --------------------------------- | -------- |
| Estados Unidos (Top Latin Albums) | 55       |

| Lista (2022)                      | Posición |
| --------------------------------- | -------- |
| Estados Unidos (Top Latin Albums) | 47       |

## Certificaciones
| País (Certificador) | Certificación   | Ventas certificadas |
| --- | --------------- | ------------------- |
| España (PROMUSICAE) | Oro             | 20 000*             |
| Estados Unidos (RIAA) | Platino (Latin) | 60 000*             |
| ^cifras de envíos basadas únicamente en la certificación xcifras no especificadas basadas únicamente en la certificación |                 |                     |

## Timelezz Tour

### Fechas
| Fecha                    | Ciudad                 | País                 | Recinto                                    |
| ------------------------ | ---------------------- | -------------------- | ------------------------------------------ |
| El Caribe                |                        |                      |                                            |
| 29 de octubre de 2021    | San Juan               | Puerto Rico          | Coliseo de Puerto Rico José Miguel Agrelot |
| 30 de octubre de 2021    | San Juan               | Puerto Rico          | Coliseo de Puerto Rico José Miguel Agrelot |
| 31 de octubre de 2021    | San Juan               | Puerto Rico          | Coliseo de Puerto Rico José Miguel Agrelot |
| Europa                   |                        |                      |                                            |
| 15 de diciembre de 2021  | Madrid                 | España               | Palacio de Vista Alegre                    |
| 16 de diciembre de 2021  | Barcelona              | España               | Pabellón Olímpico de Badalona              |
| 17 de diciembre de 2021  | Zúrich                 | Suiza                | Volkshaus Zürich                           |
| 18 de diciembre de 2021  | Londres                | Inglaterra           | Electric Brixton                           |
| 19 de diciembre de 2021  | Róterdam               | Países Bajos         | Club Blu Rotterdam                         |
| Sudamérica               |                        |                      |                                            |
| 27 de febrero de 2022    | Cochabamba             | Bolivia              | Feicobol                                   |
| 18 de marzo de 2022      | Santiago               | Chile                | Parque Bicentenario                        |
| 20 de marzo de 2022      | Buenos Aires           | Argentina            | Hipódromo de San Isidro                    |
| 22 de marzo de 2022      | Asunción               | Paraguay             | Espacio Idesa                              |
| Norteamérica             |                        |                      |                                            |
| 1 de abril de 2022       | San Francisco          | Estados Unidos       | Warfield Theatre                           |
| 2 de abril de 2022       | Rosarito               | México               | Papas & Beer                               |
| 6 de abril de 2022       | Los Ángeles            | Estados Unidos       | The Novo                                   |
| 8 de abril de 2022       | South Padre Island     | Estados Unidos       | Clayton's Beach Bar & Event Venue          |
| 9 de abril de 2022       | Las Vegas              | Estados Unidos       | Downtown Las Vegas Events Center           |
| 13 de abril de 2022      | Houston                | Estados Unidos       | White Oak Music Hall                       |
| 14 de abril de 2022      | Austin                 | Estados Unidos       | ACL Live at The Moody Theater              |
| 15 de abril de 2022      | Texas                  | Estados Unidos       | Texas Trust CU Theatre                     |
| Latinoamérica            |                        |                      |                                            |
| 16 de abril de 2022      | Punta Cana             | República Dominicana | Downtown Punta Cana                        |
| 23 de abril de 2022      | San José               | Costa Rica           | Centros de Eventos Pedregal                |
| Norteamérica             |                        |                      |                                            |
| 29 de abril de 2022      | Mashantucket           | Estados Unidos       | Premier Theater At Foxwoods                |
| 5 de mayo de 2022        | Philadelphia           | Estados Unidos       | Franklin Music Hall                        |
| 6 de mayo de 2022        | Nueva York             | Estados Unidos       | Terminal 5                                 |
| 13 de mayo de 2022       | Denver                 | Estados Unidos       | Mission Ballroom                           |
| 21 de mayo de 2022       | Monterrey              | México               | Parque Fundidora                           |
| 26 de mayo de 2022       | Raleigh                | Estados Unidos       | Enigma                                     |
| 27 de mayo de 2022       | Hollywood              | Estados Unidos       | Hard Rock Live                             |
| 28 de mayo de 2022       | Atlanta                | Estados Unidos       | Coca-Cola Roxy                             |
| 29 de mayo de 2022       | Chicago                | Estados Unidos       | Grant Park                                 |
| Europa                   |                        |                      |                                            |
| 9 de junio de 2022       | Oporto                 | Portugal             | Parque da Cidade                           |
| 11 de junio de 2022      | Barcelona              | España               | Parque del Fórum                           |
| 16 de junio de 2022      | Santiago de Compostela | España               | Monte do Gozo                              |
| 17 de junio de 2022      | Milán                  | Italia               | Ticketmaster Arena                         |
| 18 de junio de 2022      | Roma                   | Italia               | Via delle Tre Fontane                      |
| 19 de junio de 2022      | Marina d'Or            | España               | Avda. Central                              |
| 24 de junio de 2022      | Roquetas de Mar        | España               | Estadio Municipal Antonio Peroles          |
| 24 de junio de 2022      | Granada                | España               | Cortijo del Conde                          |
| 26 de junio de 2022      | Asturias               | España               | Pabellón de la Magdalena                   |
| 30 de junio de 2022      | Ibiza                  | España               | Amnesia Ibiza                              |
| 1 de julio de 2022       | Sevilla                | España               | Estadio de La Cartuja                      |
| 1 de julio de 2022       | Murcia                 | España               | La Fica                                    |
| 2 de julio de 2022       | Valencia               | España               | Auditorio Marina Sur                       |
| 3 de julio de 2022       | Madrid                 | España               | Caja Mágica                                |
| Norteamérica             |                        |                      |                                            |
| 13 de agosto de 2022     | Rosarito               | México               | Playas de Rosarito                         |
| 20 de agosto de 2022     | Rosarito               | México               | Playas de Rosarito                         |
| Latinoamérica            |                        |                      |                                            |
| 26 de agosto de 2022     | Cali                   | Colombia             | Centro de Eventos Valle del Pacífico       |
| 27 de agosto de 2022     | Medellín               | Colombia             | Estadio Cincuentenario                     |
| 2 de septiembre de 2022  | Bogotá                 | Colombia             | Centro de Eventos Autopista Norte          |
| 3 de septiembre de 2022  | Barranquilla           | Colombia             | Puerta de Oro - Centro de Eventos          |
| 24 de septiembre de 2022 | Asunción               | Paraguay             | Jockey Club                                |
| 25 de septiembre de 2022 | Buenos Aires           | Argentina            | Luna Park                                  |
| Norteamérica             |                        |                      |                                            |
| 26 de noviembre de 2022  | Ciudad de México       | México               | Autódromo Hermanos Rodríguez               |
| 10 de diciembre de 2022  | Miami                  | Estados Unidos       | Miami-Dade County Fair & Exposition        |

### Conciertos Cancelados
| Fecha                    | Ciudad     | País      | Recinto                          | Ref.                 |
| ------------------------ | ---------- | --------- | -------------------------------- | -------------------- |
| 22 de septiembre de 2022 | Lima       | Perú      | Arena Perú                       | Motivos desconocidos |
| 29 de septiembre de 2022 | Mendoza    | Argentina | Plaza de la Música               | Motivos desconocidos |
| 4 de octubre de 2022     | Concepción | Chile     | Gimnasio Municipal de Concepción | Motivos logísticos   |
| 6 de octubre de 2022     | Santiago   | Chile     | Movistar Arena                   | Motivos logísticos   |